# گریزئوفولوین
گریزئوفولوین یا گریزوفولوین (Griseofulvin)
گروه دارویی: آنتی بیوتیک پنی سیلیوم
گروه درمانی: ضد قارچ
شکل دارویی: قرص ۱۲۵ میلی گرمی

عفونت قارچی، عفونت‌های درماتوفیتی پوست و مو مانند کچلی کشاله ران.
میزان مصرف:500-750 میلی گرم در روز. مدت درمان مختلف است مثلاً در عفونت قارچی ناخن پا گاه شش ماه درمان ادامه می یابد.در کچلی کشاله ران تا 14 روز ادامه دارد.

## موارد مصرف در دامپزشکی
این دارو به عنوان یک درمان سیستمیک در دامپزشکی علی الخصوص در سگ و گربه استفاده میشود و تاثیر بسیار خوبی بر درماتوفیتوز و میکرسپوروم کنیس داشته است. میزان دوز توصیه‌ای از 5 میلی گرم بر کیلوگرم تا 60 میلی‌گرم بر کیلوگرم به همراه توصیه مصرف کمی غذای چرب است.اما بایستی توجه داشت که تأثیرات توکسیک آن بر کلیه و کبد ثابت شده است همچین برای اثرات تراتوژنیک در بارداری منع مصرف دارد. 

## عوارض جانبی
سردرد، عوارض عمومی مثل خستگی، بی خوابی، تهوع و استفراغ، درد شکم، اسهال، برفک دهان.
موارد منع: حساسیت شدید دارویی، نارسایی کبدی، بیماری لوپوس اریتماتو، #تغییرمسیر [[پورفیری (بیماری)]]
آموزش: گریزئوفولوین بهتر است بعد از صبحانه (ترجیحاً صبحانه چرب) استفاده شود چون مصرف غذای چرب، جذب دارو را افزایش می‌دهد. از مصرف الکل در طی درمان خودداری کنید. در صورت کهیر و خارش جلدی به پزشک اطلاع دهید.